# Didier Burkhalter
Didier Burkhalter (ur. 17 kwietnia 1960 w Neuchâtel) – szwajcarski polityk, członek Rady Kantonów od 2007 z ramienia Radykalno-Demokratycznej Partii Szwajcarii (FDP). Członek Szwajcarskiej Rady Federalnej od 1 listopada 2009 do 31 października 2017, wiceprezydent Szwajcarii w 2013. W 2014 prezydent Szwajcarii oraz przewodniczący OBWE.

## Życiorys
Didier Burkhalter z wykształcenia ekonomista, od maja 1988 do września 1990 zasiadał w zgromadzeniu lokalnym Hauterive. W latach 1990–2001 był członkiem parlamentu kantonu Neuchâtel. Od lipca 1991 do czerwca 2005 wchodził w skład rządu lokalnego tego kantonu. Od 1 grudnia 2003 do 2 grudnia 2007 zasiadał w Radzie Narodowej.
11 listopada 2007 został wybrany do Rady Kantonów z ramienia FDP jako reprezentant kantonu Neuchâtel. Mandat objął 3 grudnia 2007.
Po ogłoszeniu rezygnacji z członkostwa w Szwajcarskiej Radzie Związkowej przez Pascala Couchepina, 28 sierpnia 2009 Burkhalter, razem z Christianem Lüscherem, został kandydatem FDP w wyborach do Szwajcarskiej Rady Związkowej we wrześniu 2009.
16 września 2009 Didier Burkhalter, w czwartym głosowaniu, został wybrany nowym członkiem Szwajcarskiej Rady Związkowej, uzyskując poparcie 129 z 245 deputowanych. Jego wybór stał się możliwy po tym, jak z głosowania po trzeciej rundzie wycofał się Christian Lüscher i poparł kandydaturę Burkhaltera. Urząd objął 1 listopada 2009, stając na czele resortu spraw wewnętrznych. 1 stycznia 2012 stanął na czele resortu spraw zagranicznych, zastępując Micheline Calmy-Rey. Departament spraw wewnętrznych przejął wówczas Alain Berset. 1 stycznia 2013 objął funkcję wiceprezydenta Szwajcarii. 4 grudnia 2013 został wybrany na urząd prezydenta Szwajcarii, który objął 1 stycznia 2014. Jego kandydaturę poparło 183 spośród 222 deputowanych. 31 października 2017 r. ustąpił ze stanowiska członka Szwajcarskiej Rady Federalnej; zastąpił go Ignazio Cassis.